# Paulos Faraj Rahho
Mar Paulos Faraj Rahho, arabisk: بولص فرج رحو – (født 20. november 1942 i Mosul, Irak, dræbt mellem 29. februar og 12. marts 2008) var katolsk kaldæisk ærkebiskop af Mosul i det nordlige Irak.
Han studerede til præst i Bagdad, og blev præsteviet den 10. juni 1965. Efter at have virket i Bagdad en kort periode blev han tilknyttet St. Jesajas kirke i Mosul, og senere ærkebiskop i januar 2001.
Rahho udtrykte bekymring for forsøgene på at inkorporere sharialoven mere fundamentalt i den irakiske grundlov. Han ledede sin kirke under vanskelige tider med en række voldelige overgreb, herunder også terrorangreb, mod præster, troende og kirkelig ejendom. Han var også selv blevet udsat for trusler fra bevæbnede enkeltpersoner eller grupper i Mosul.
Den 29. februar 2008 blev han kidnappet i en aktion, som kostede to af hans assistenter livet
. Der blev fremsat høje krav om løsepenge og våbenleverancer for at frigive ham. Til slut meddelte nogle ukendte personer hans slægtninge, at han var død, og hvor de kunne finde graven. Liget blev fundet den 13. marts, og det var klart, at han da havde været død i flere dage.